# Loricula elegantula
Loricula elegantula är en insektsart som först beskrevs av Bärensprung 1858.  Loricula elegantula ingår i släktet Loricula, och familjen blåsskinnbaggar. Arten är reproducerande i Sverige.